# Ben Crum (korfballer)
Ben Crum (Heelsum, 24 juli 1941) is een voormalig Nederlands korfballer, bondscoach en korfbalcoach. 
Crum heeft verschillende prijzen in de wacht gesleept, maar staat voornamelijk bekend om zijn karakter. Hij is een voorvechter van de korfbalsport en heeft met zijn inspanningen al voor veel vernieuwingen in de sport gezorgd. Zo is een groot aantal onderwerpen waar Crum voorstander van was doorgevoerd in de mondiale korfbalsport, zoals het afschaffen van het middenvak en het invoeren van de kunststofmand en de schotklok. Los van zijn korfbalcarrière is Crum ook 18 jaar lang in dienst geweest van de voetbalbond KNVB. Daar was hij in dienst als docent betaald voetbal.

## Speler
Crum begon op 8-jarige leeftijd bij DKOD. Daar speelde hij tot 1983. Tot 1970 had korfbal 2 bonden, namelijk de (K)NKB/KNKV en de CKB; de christelijke korfbaltak. DKOD speelde in de CKB en mede dankzij Crum werd het 5 keer landskampioen op het veld (1963, 1964, 1967, 1968 en 1969). In de zaal werd de club kampioen in 1966 en 1968. Crum speelde tot 1983 en stopte op 42-jarige leeftijd.

## Bondscoach
Crum werd in 1978 aangesteld als bondscoach van Nederland, hij verving daar Adri Zwaanswijk. Al vrijwel meteen raakte hij in opspraak, want toen hij net 1 maand in functie was, uitte hij kritiek op het middenvak; Crum was van mening dat het middenvak afgeschaft moest worden en deze stelling viel niet goed bij het bondsbestuur. Dit was niet de eerste keer dat er een incident was met Crum als bondscoach. In 1984 werd hij zelfs tijdelijk ontslagen als bondscoach, omdat Crum tegen de afspraak in toch was gaan spelen bij DKOD. Dit duurde slechts 3 maanden en daarna kreeg hij zijn 'oude' job terug als coach van Oranje.
Crum was bondscoach van 1978 tot 1993. In die tijd speelde hij op deze toernooien:
| Jaar | Toernooi    | Toernooi locatie | Winnaar   | Runner-up | Uitslag |
| ---- | ----------- | ---------------- | --------- | --------- | ------- |
| 1993 | World Games | Nederland        | Nederland | België    | 15-14   |
| 1991 | WK          | België           | België    | Nederland | 11-10   |
| 1989 | World Games | Duitsland        | Nederland | België    | 11-9    |
| 1987 | WK          | Nederland        | Nederland | België    | 9-7     |
| 1985 | World Games | Groot-Brittannië | Nederland | België    | 12-8    |
| 1984 | WK          | België           | Nederland | België    | 11-9    |
| 1978 | WK          | Nederland        | Nederland | België    | 14-13   |

In totaal pakte Crum 6 gouden medailles als bondscoach. Dit had er 1 meer kunnen zijn, maar bij het WK in 1991 verloor Oranje de finale met 1 punt verschil van België. Nederland had in deze finale de uitgelezen kans om op 11-11 te komen, want Hans Heemskerk kreeg in de allerlaatste seconde een strafworp. Echter miste hij deze strafworp en was de speeltijd meteen over.
Na de World Games van 1993 stopte Crum als bondscoach.

## Coach

### DKOD
Door de jaren heen is Crum erg druk geweest als coach. Zo ging hij in 1984 aan de slag als coach bij DKOD, terwijl hij ook de bondscoach was. Dit zorgde even voor een conflict, maar liep met een sisser af. Hij bleef bondscoach en kon ook blijven coachen bij DKOD. Zo loodste Crum als coach DKOD naar de landelijke zaalfinale in 1986. Daar speelde de club tegen ROHDA, maar verloor het met 14-12. In 1990 vertrok Crum bij DKOD vanwege een conflict tussen hem en een aantal selectiespelers.

### PKC
In 1991 ging Crum aan de slag als hoofdcoach bij PKC. In zijn tweede jaar als coach werd hij met PKC landskampioen op het veld en stond hij ook in de zaalfinale. Helaas werd de zaalfinale met 13-12 verloren van Deetos, anders had hij meteen de dubbel te pakken in zijn tweede jaar. Ondanks dit succes met PKC, kwam Crum onder vuur te liggen. Na 1992-1993 stopte een aantal belangrijke spelers bij PKC en er stond te weinig eigen talent in de wachtkamer. Crum besloot spelers van buitenaf aan te trekken, maar dit zorgde voor onvrede binnen de club.
1995 was een lastig jaar voor PKC en Crum. PKC werd weliswaar kampioen op het veld, maar daarna stapte Crum op als coach van PKC. Na het winnen van de veldtitel met PKC in 1995 had Crum bekend gemaakt terug te keren naar DKOD. Dit zorgde echter voor consternatie binnen de club. In plaats van Crum werd echter Jan Hof aangesteld als nieuwe DKOD-coach. Gedurende de eerste helft van het seizoen 1995-1996 verliep de samenwerking met Hof en de DKOD selectie niet vlekkeloos.

### DKOD: 2e periode
Ondanks dat de veldcompetitie goed werd gestart met 6 keer winst uit 7 wedstrijden, miste de chemie tussen coach en selectie. Hof vertrok en DKOD kon in het midden van het seizoen op zoek naar een nieuwe coach. Uiteindelijk was het Crum die dit gat wilde opvullen. Na 2 jaar, in 1997 was er wederom een conflict tussen coach en spelers bij DKOD. De spelers wilden niet meer verder met Crum en zodoende werd de samenwerking verbroken.

### Nic.
In 1998 ging Crum aan de slag bij een nieuwe werkgever, namelijk Nic. uit Groningen. Midden in het zaalseizoen stapte Henk Woudstra op vanwege de twijfel over zijn functioneren. Crum heeft dit seizoen afgemaakt bij Nic.

### Deetos
Na het korte avontuur bij Nic. stapte Crum over naar Deetos uit Dordrecht. Daar was hij hoofdcoach van 1998 t/m 2002. In de 4 seizoenen dat Crum hier hoofdcoach was, bereikte hij het beste succes op het veld. Zo speelde Deetos de veldfinale in 1999 en 2002. De finale in 1999 werd gewonnen met 21-16 van OA/Olympia, maar de finale van 2002 werd verloren van Die Haghe met 15-13. In de zaal stond Deetos in 2000 in de kruisfinale tegen Nic. Na de reguliere speeltijd stond 20-20 en moest er verlengd worden. Deetos verloor in de verlenging met 24-23. In het jaar daarna, in 2001 speelde Deetos de kruisfinale tegen PKC. Deetos verloor ook deze kruisfinale, waardoor het onder leiding van Crum geen zaalfinale heeft kunnen spelen.

### DVO
In 2004 ging Crum aan de slag als hoofdcoach bij DVO uit Bennekom. De ploeg speelde op dat moment in de Hoofdklasse en wilde graag de stap maken naar de prestigieuze Korfbal League. Onder Crum bleef de ploeg een middenmoter in de Hoofdklasse. Crum vertrok in 2006 bij DVO en het seizoen dat hierop volgde was dramatisch voor DVO. De ploeg degradeerde in 2007 uit de Hoofdklasse terug naar de Overgangsklasse.

### PKC: 2e periode
Crum vertrok bij DVO in 2006 en had even geen vaste ploeg waar hij voor coachte. Eind 2006 werd Crum na afloop van de Korfbal Challenge door de Rotterdamse burgemeester Ivo Opstelten geridderd tot ridder in de Orde van Oranje-Nassau.
In 2008 begon een lange aaneengesloten periode voor Crum bij PKC. Met PKC debuteerde Crum in de Korfbal League. Zijn eerste seizoen als hoofdcoach bij PKC verliep niet goed. Het was de eerste keer dat PKC in de Korfbal League de play-offs miste en het eindigde zelfs op een 7e plaats. In alle 7 volgende seizoenen haalde PKC wel de play-offs en zette het zichzelf weer neer als grootmacht in Nederland.
Seizoen 2010-2011 was het derde seizoen van Crum als hoofdcoach en PKC haalde de finale. Daarin speelde het tegen TOP maar verloor de wedstrijd in de laatste minuten met 21-19. Een debuterende Mick Snel bezorgde hiermee de eerste titel voor TOP. Het volgende seizoen, 2011-2012 werd weer de finale gehaald. Dit maal was Koog Zaandijk de tegenstander. Het werd een dramatische dag voor PKC, want niet alleen werd de wedstrijd nipt verloren met 20-19, maar ook viel sterspeelster Suzanne Struik zwaar geblesseerd uit.
Seizoen 2012-2013 was wederom een sterk seizoen voor PKC. Na de competitie stond het eerste en het stond voor de derde keer op rij in de finale in Ahoy. In dit jaar was Fortuna de tegenstander. Driemaal is scheepsrecht en PKC won de finale met 20-19, door een late goal van Mady Tims. Dit was de eerste titel van PKC in de Korfbal League. 
In seizoen 2013-2014 kon PKC op herhaling in Ahoy. De ploeg van Crum won de play-offs van Fortuna en trof KV TOP in de finale. TOP won deze finale met 21-20. Het jaar erop, 2014-2015 zon PKC op wraak. Het eindigde na de competitie eerste en rekende in de play-offs af met KZ. Zo stond het weer in de finale en wederom tegen TOP. De finale was dus een herhaling van het jaar ervoor. Johannis Schot werd de held van de dag door in de laatste seconde van de wedstrijd de winnende treffer te maken. PKC won met 22-21 en had voor de tweede keer de Korfbal League gewonnen.
Seizoen 2015-2016 was het laatste seizoen voor Crum als hoofdcoach bij PKC. Voor de derde keer op rij stond PKC in de finale tegen TOP en ondertussen was dit de grootste rivaliteit binnen de Korfbal League. In dit jaar werd ook voor de eerste keer de finale in Ziggo Dome gespeeld. Tot 2 minuten voor tijd ging de finale gelijk op met 22-22. Helaas voor PKC won TOP met 24-22.
Dit was het 8e en laatste seizoen van Crum als hoofdcoach bij PKC. In de 8 seizoenen speelde PKC de finale 6 keer. Helaas voor Crum en PKC werden er maar 2 van de 6 finales gewonnen. Na de verloren zaalfinale in 2016 stopte Crum bij PKC.

### DVO/Accountor: 2e periode
Crum zat een half jaar zonder vaste club, toen hij in februari 2017 werd gevraagd om DVO te helpen. De club uit Bennekom beleefde een vreselijk seizoen en het moest uitkijken voor degradatie. De coaches Gerald Aukes en Michiel Gerritsen werden ontslagen en Crum werd benaderd om de club te redden. Crum ging deze uitdaging aan en hield woord. DVO eindigde uiteindelijk boven de rode streep en was veilig. Crum tekende bij voor seizoen 2017-2018. Dit seizoen verliep nog zwaarder voor de club en na 18 speelrondes moest DVO play-downs spelen tegen Dalto. In een beslissende derde wedstrijd won DVO en handhaafde zich in de Korfbal League. Na dit seizoen stopte Crum bij DVO. Richard van Vloten nam het van hem over.

### DeetosSnel: 2e periode
In januari 2020 besloot (het inmiddels gefuseerde DeetosSnel te breken met hoofdcoaches Patrick Muurling en Niels Mastijn. De club vroeg aan Crum om het seizoen verder af te maken als interim hoofdcoach. Uiteindelijk zou DeetosSnel niet de play-offs in de Hoofdklasse halen. Voor het nieuwe seizoen geeft Crum het stokje over aan Wouter Blok.

### DeetosSnel: 3e periode
In maart 2022 brak DeetosSnel per direct met coach Wouter Blok, de man die het van Crum overnam in 2020. DeetosSnel kwam bij Crum uit om als ad interim coach het seizoen af te maken

## Prijzenkast als coach
| Jaar | Titel met welke ploeg     | Winnaar | Runner-up     | Uitslag |
| ---- | ------------------------- | ------- | ------------- | ------- |
| 2016 | Europacup winnaar met PKC | PKC     | Boeckenberg   | 31-21   |
| 2016 | veldkampioen met PKC      | PKC     | TOP           | 28-25   |
| 2015 | zaalkampioen met PKC      | PKC     | TOP           | 22-21   |
| 2014 | Europacup winnaar met PKC | PKC     | Boeckenberg   | 31-27   |
| 2013 | zaalkampioen met PKC      | PKC     | Fortuna       | 20-19   |
| 1999 | veldkampioen met Deetos   | Deetos  | OA/Olympia    | 21-16   |
| 1998 | veldkampioen met Nic.     | Nic.    | Die Haghe     | 19-15   |
| 1996 | veldkampioen met DKOD     | DKOD    | PKC           | 19-18   |
| 1995 | veldkampioen met PKC      | PKC     | Oost-Arnhem   | 23-21   |
| 1993 | veldkampioen met PKC      | PKC     | AKC Blauw-Wit | 25-18   |

## Vernieuwing
Crum was fel voorstander voor het afschaffen van het middenvak bij het korfbal. In 1978 gaf hij een pittig interview hierover in de Volkskrant. Uiteindelijk verdween dit middenvak en werd korfbal enkel nog maar met 2 vakken gespeeld. Pas in 1991 verdween het middenvak bij het veldkorfbal, dat langer doorging met drie vakken korfbal. Crum was ook voorstander van het vervangen van de rieten mandjes door kunststof varianten. Rieten mandjes waren vaak erg verschillend per stuk en zorgde voor een oneerlijk aspect aan de sport. Er werd dan ook uiteindelijk gekozen voor een kunststof mand.
Crum was ook een van de initiatiefnemers voor het opzetten van de huidige Korfbal League, 1 competitie met de 10 beste clubs. Deze competitie heeft het oude model vervangen in de zaal, waarbij twee verschillende hoofdklasses op het hoogste niveau speelden. Crum was ook voorstander van de schotklok binnen het korfbal. Deze werd in 2005 geïntroduceerd.

## Internationaal
In dienst van het KNKV werd Crum vaak naar Azië gestuurd om het niveau van korfbal op te krikken. Zo was hij een aantal jaar bondscoach van het Chinees korfbalteam en is hij nog regelmatig adviseur van de nationale ploeg. Als waardering werd Crum in 2006 benoemd tot professor bij de Hebei Universiteit, China.

## Boeken
Crum is ook de schrijver van de volgende uitgegeven boeken:
- 1974: Pupillentraining en 1976 Korfbaltraining
- 1987: Handboek coachen samen met Leo Clijsen en Han Nakken
- 2000: 16 miljoen scouts
- 2003: Korfbal concepten
- 2012: The IKF Guide to Korfball Coaching
- 2022: The Art of Coaching Korfball

## Trivia
- Werd in 2006 onderscheiden als ridder in de Orde van Oranje-Nassau
- Won in 2016 een oeuvreprijs voor zijn grote verdiensten voor de korfbalsport
- Is erelid bij DKOD, DeetosSnel, KNKV en IKF